# Graziano Gasparre
Graziano Gasparre (Codogno, 27 juni 1978) is een Italiaans wielrenner.
Nog vóór hij in 2001 prof werd, behaalde hij al enkele mooie overwinningen, met als hoogtepunt zijn Europese titel bij de beloften. In het begin van zijn profcarrière leek hij dezelfde lijn door te trekken — hij behaalde een ritzege in de Ronde van de Toekomst —, maar eind 2004 hield hij het voor bekeken als prof. Hij was dan al 2 keer aangetreden in de Giro: in 2003 werd hij 32e en in 2004 werd hij 78e. In 2006 maakte hij een comeback: hij reed voor een bescheiden Poolse ploeg en kon nog één overwinning behalen.

## Overwinningen
1998
- Sprintklassement Ronde van Griekenland

2000
- Europees kampioenschap op de weg, Beloften
- Eindklassement Giro delle Regione (U23)
- Eindklassement Ronde de l'Isard d'Ariège (U23)

2001
- 9e etappe Ronde van de Toekomst

2002
- 2e etappe Circuit des Mines

2004
- 1e etappe (deel A) Internationale Wielerweek

2006
- 4e etappe Wielerweek van Lombardije

## Resultaten in voornaamste wedstrijden
| Jaar | Ronde van Italië | Ronde van Frankrijk | Ronde van Spanje |
| ---- | ---------------- | ------------------- | ---------------- |
| 2003 | 32e              |                     |                  |
| 2004 | 78e              |                     |                  |

| Jaar | Milaan-San Remo |
| ---- | --------------- |
| 2003 | 15e             |
| 2004 | 88e             |